# Thargelia haloxyleti
Thargelia haloxyleti is een vlinder uit de familie van de uilen (Noctuidae). De wetenschappelijke naam van de soort is voor het eerst geldig gepubliceerd door Ronkay & Varga.